# Kenneth Bednarek
Pour les articles homonymes, voir Bednarek.
Kenneth « Kenny » Bednarek (né le 14 octobre 1998 à Rice Lake) est un athlète américain, spécialiste des épreuves de sprint, vice-champion olympique du 200 m en 2021 à Tokyo.

## Biographie
Le 17 mai 2019, à Hobbs lors des championnats de la National Junior College Athletic Association, il établit la quatrième meilleure performance mondiale de tous les temps sur 200 mètres en 19 s 49, performance non homologuée en raison d'un vent favorable de 6,1 m/s. Le lendemain, dans des conditions de vent régulières, il porte son record personnel à 19 s 82 sur 200 m et à 44 s 73 sur 400 mètres. Il est le deuxième athlète après le Botswanais Isaac Makwala à courir dans la même journée un 200 m en moins de 20 secondes, et un 400 m en moins de 45 secondes. Par la suite, il devient champion des Etats-Unis sur 200 m en 20 s 07, mais est éliminé dès les séries aux championnats du monde de Doha après avoir pris la septième place de sa course en 21 s 50. 
Le 10 août 2020, il améliore son record personnel sur 200 m avec un temps en 19 s 80, ce qui constitue alors la meilleure performance mondiale de l'année avant qu'elle ne soit battue quelques jours plus tard par son compatriote Noah Lyles en 19 s 76.
Aux Jeux Olympiques de Tokyo en août 2021, Bednarek décroche la médaille d'argent sur 200 m en portant son record personnel à 19 s 68, à seulement 6 centièmes du Canadien Andre De Grasse qui remporte l'or.
Il se classe deuxième de l'épreuve du 200 m lors des championnats du monde 2022 à Eugene, derrière Noah Lyles et devant Erriyon Knighton pour ce qui constitue le deuxième triplé américain de l'histoire sur cette distance.

## Palmarès
| Date | Compétition           | Lieu             | Résultat | Épreuve   | Temps   |
| ---- | --------------------- | ---------------- | -------- | --------- | ------- |
| 2021 | Jeux olympiques       | Tokyo            | 2e       | 200 m     | 19 s 68 |
| 2021 | Ligue de diamant      | Ligue de diamant | 1er      | 200 m     |         |
| 2022 | Championnats du monde | Eugene           | 2e       | 200 m     | 19 s 77 |
| 2023 | Championnats du monde | Budapest         | 5e       | 200 m     | 20 s 07 |
| 2023 | Ligue de diamant      | Ligue de diamant | 2e       | 200 m     | 19 s 95 |
| 2024 | Relais mondiaux       | Nassau           | 1er      | 4 × 100 m | 37 s 40 |
| 2024 | Jeux olympiques       | Paris            | 7e       | 100 m     | 9 s 88  |
| 2024 | Jeux olympiques       | Paris            | 2e       | 200 m     | 19 s 62 |

## Records
| Épreuve      | Temps        | Lieu         | Date             |              |
| En plein air | En plein air | En plein air | En plein air     | En plein air |
| ------------ | ------------ | ------------ | ---------------- | ------------ |
| 100 m        | 9 s 79       | Eugene       | 1er août 2025    |              |
| 200 m        | 19 s 57      | Zurich       | 5 septembre 2024 |              |
| 400 m        | 44 s 73      | Hobbs        | 18 mai 2019      |              |
| En salle     |              |              |                  |              |
| 200 m        | 20 s 30      | Lincoln      | 2 février 2019   |              |
| 400 m        | 46 s 65      | Storm Lake   | 16 février 2019  |              |